# Cilenos
Los cilenos fueron un pueblo castreño prerromano que ocupaba el territorio que media entre los ríos Ulla y Lérez. Claudio Ptolomeo, Hidacio y Plinio el Viejo consideraron que el núcleo o capital de este territorio era “Aquae Celenae” ("pueblo de las Aguas Cilenas"), lugar que hoy corresponde a la actual villa de Caldas de Reyes.
Siguiendo la explicación de Enrique Flórez:

Los Cilenos eran los últimos pueblos del Conventus de Lugo, en cuyo fin empezaba el de Braga, como refiere Plinio, pues habiendo contado entre los Lucenses a los Cilenos en último lugar, bajando desde arriba y pasando a las Islas, añade que el Convento de Braga empezaba desde los Cilenos...
Ptolomeo, refiriéndose a los Cilenos, solamente menciona a Aquas calidas, colocando esta población cerca y debajo de Iria, lo que es proprio y debe reducirse actualmente a Caldas, a quien favorece además del texto de Ptolomeo el del Itinerario de Antonino, que en el último viaje de Braga a Astorga caminando por Iria Flavia pone antes de ella las Aguas Celenas con distancia de tres leguas o doce millas, que es la actual de Caldas a Padrón.

Este pueblo todavía existía en el siglo V, en que le nombró Hidacio, como explica Flórez:

Perseveraba aquel pueblo con su nombre en el siglo V, en que le nombró Idacio, y en el VI en que la División de Obispados hecha por los Suevos pone en Iria la Iglesia de Celenos que según la mala escritura de aquellas voces parece ser Celenes.